# دندروب
الدَّنْدَرُوب أو الدندربيون (الاسم العلمي: Dendrobium) هو جنس من النباتات يتبع الفصيلة السحلبية من رتبة الهليونيات.

## معرض الصور

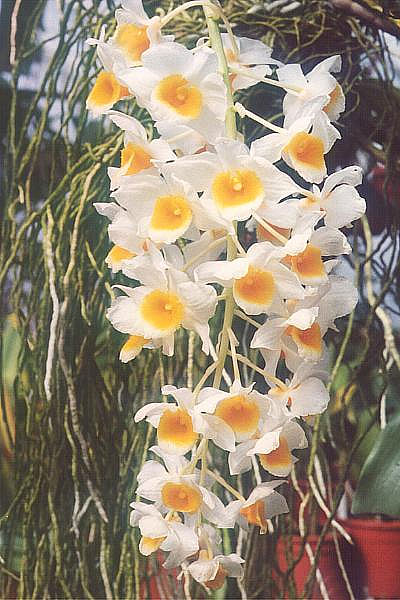
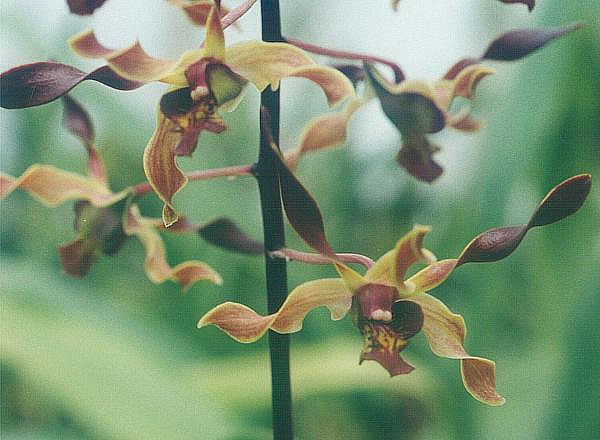
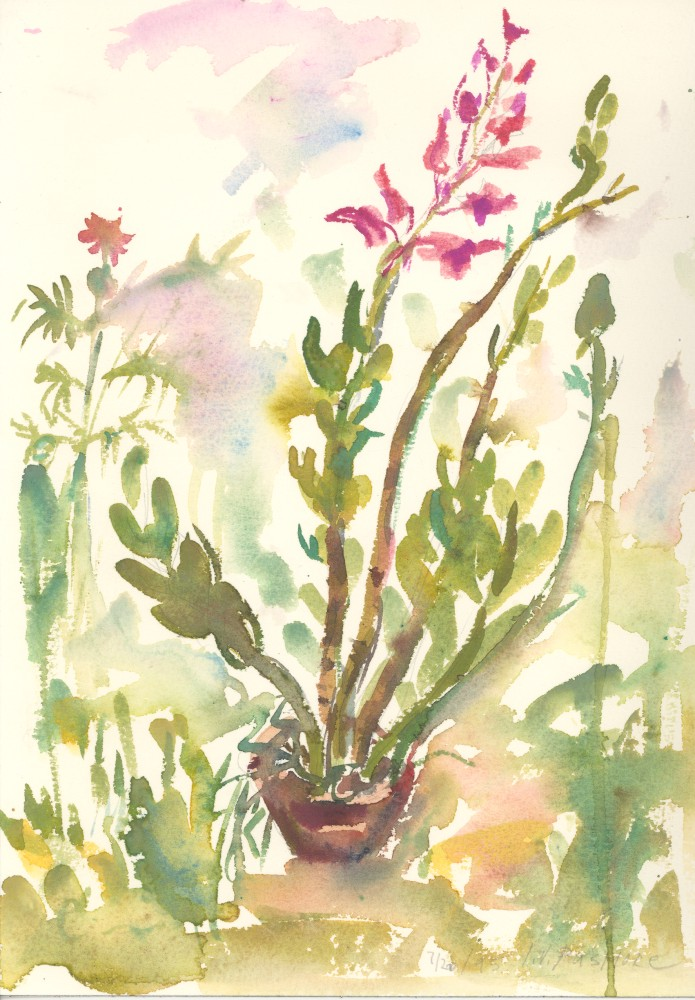
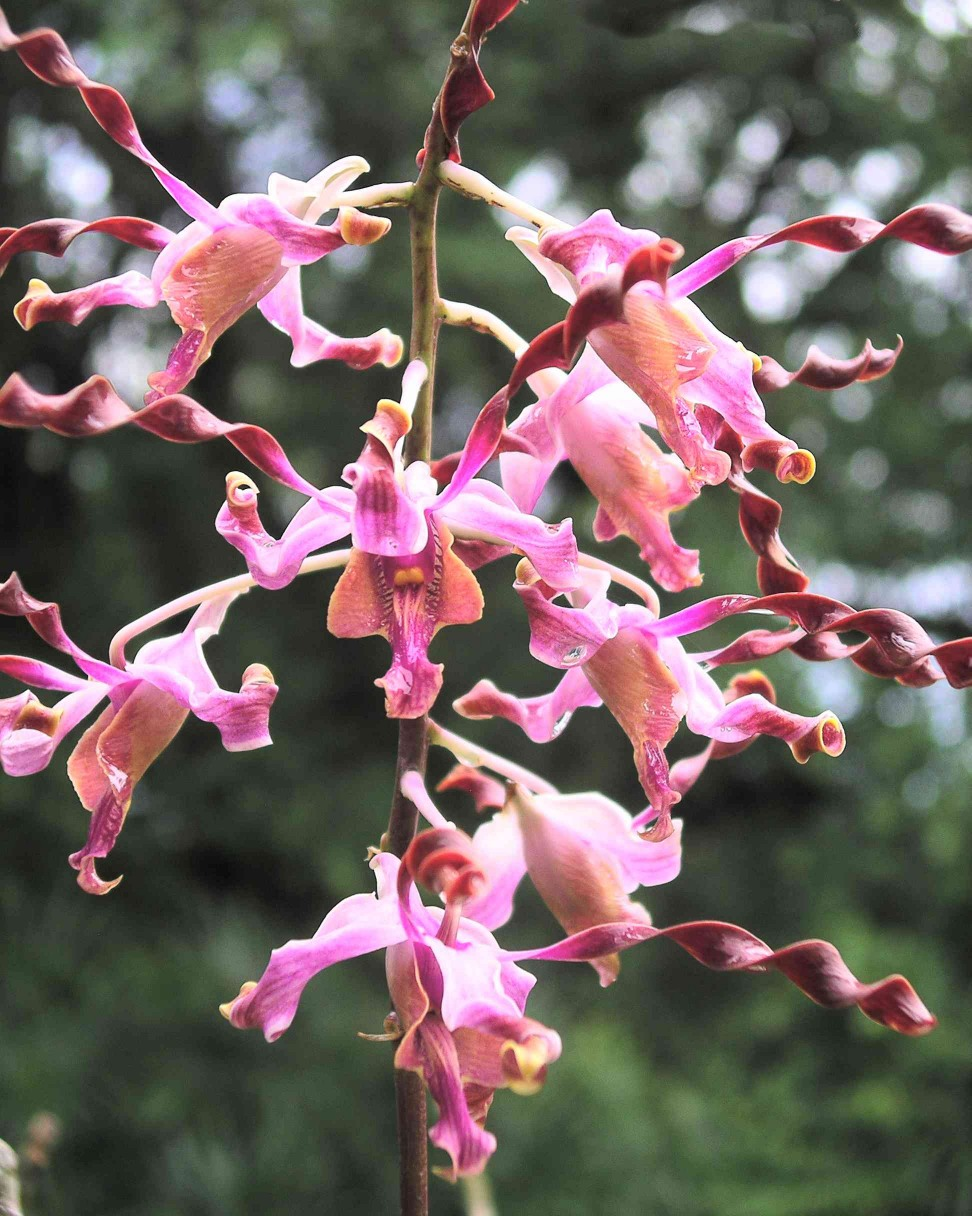
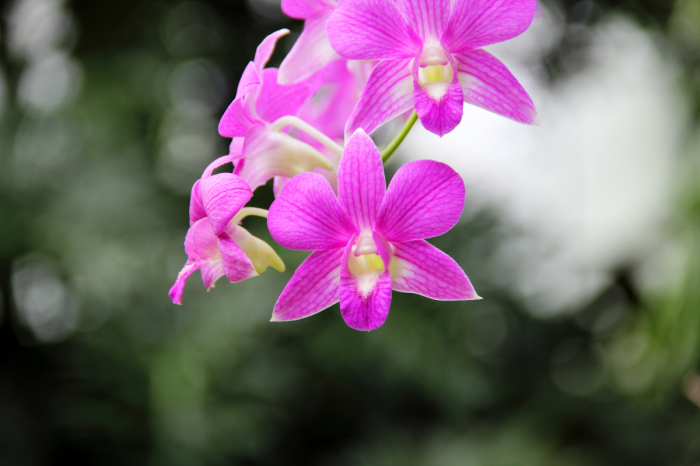
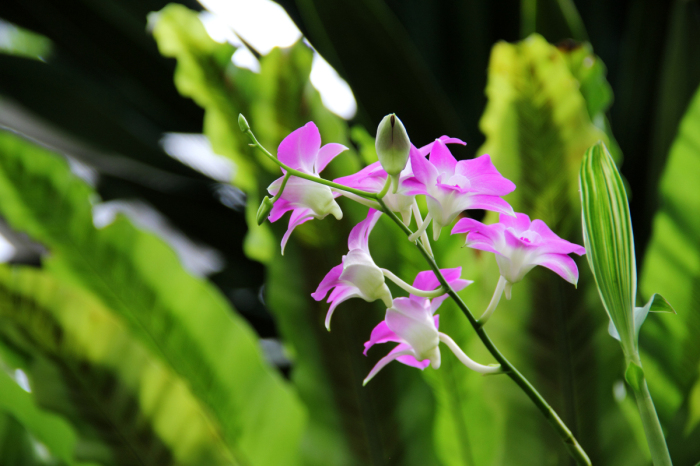
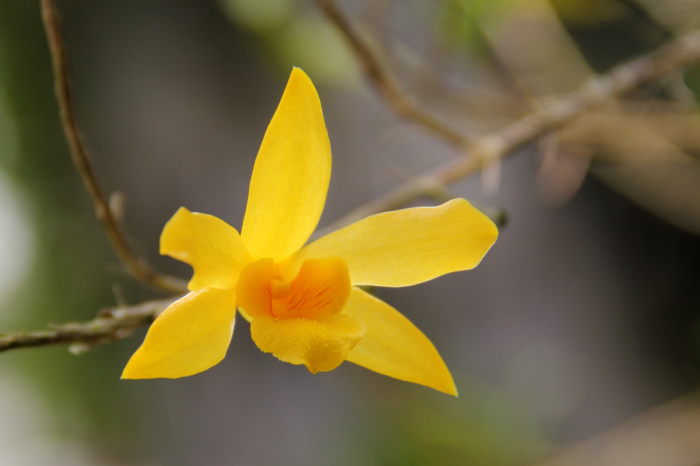
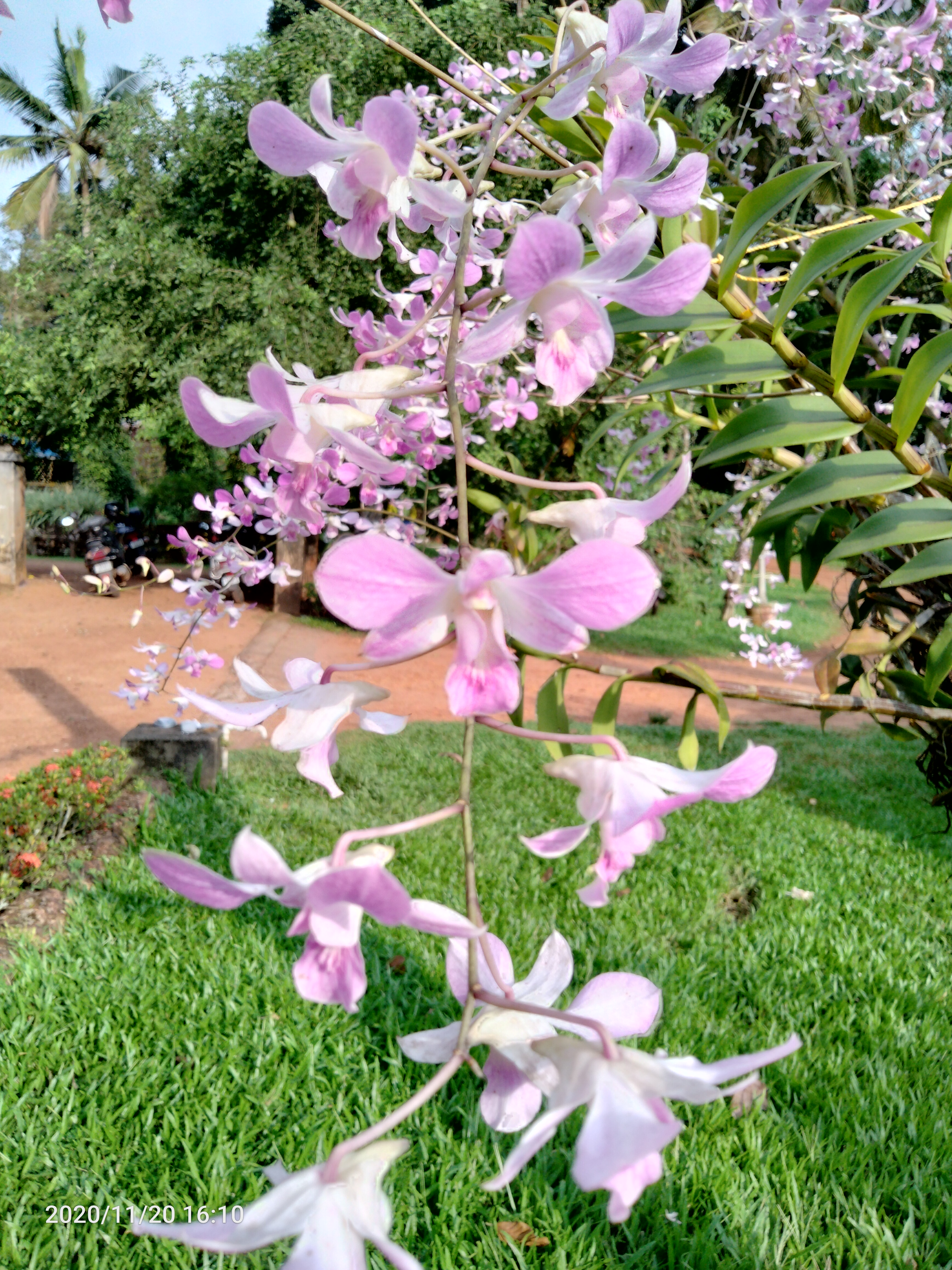

## أنواع الدندروب
- دندروب اجتماعي
- دندروب إبري
- دندروب إبطي
- دندروب فاخر
- دندروب نبيل
- دندروب إسطواني
- دندروب إسفيني
- دندروب أبيض مصفر
- دندروب أحادي الأوراق
- دندروب أحادي الزهرة
- دندروب أذيني
- دندروب أرجواني
- دندروب أرضي
- دندروب أرفاكي
- دندروب أرمني
- دندروب أسامي
- دندروب أسلي
- دندروب أمبوني
- دندروب بابوياني
- دندروب باريشي
- دندروب بيضاوي
- دندروب ثلاثى الشعب
- دندروب ثلاثي الأزهار
- دندروب ثلاثي الأسنان
- دندروب ثلاثي العروق
- دندروب ثنائي الأزهار
- دندروب ثنائي الحجيرة
- دندروب ثنائي الألوان
- دندروب جانبي
- دندروب حرجي
- دندروب حلو
- دندروب حولي
- دندروب خشن الأوراق
- دندروب خطي الأوراق
- دندروب خياري
- دندروب داكن
- دندروب نقي

## الأنواع
أنواع هذا الجنس:
- كود سباركل
- تحديث القائمة

نوع:دندروب إبري 
اسم علمي: Dendrobium aciculare

نوع:دندروب إبطي 
اسم علمي: Dendrobium axillare

نوع:دندروب اجتماعي 
اسم علمي: Dendrobium sociale

نوع:دندروب أسلي 
اسم علمي: Dendrobium junceum

نوع:نبات الدندروبيوم 
اسم علمي: Dendrobium eungellensis